# De Burgh

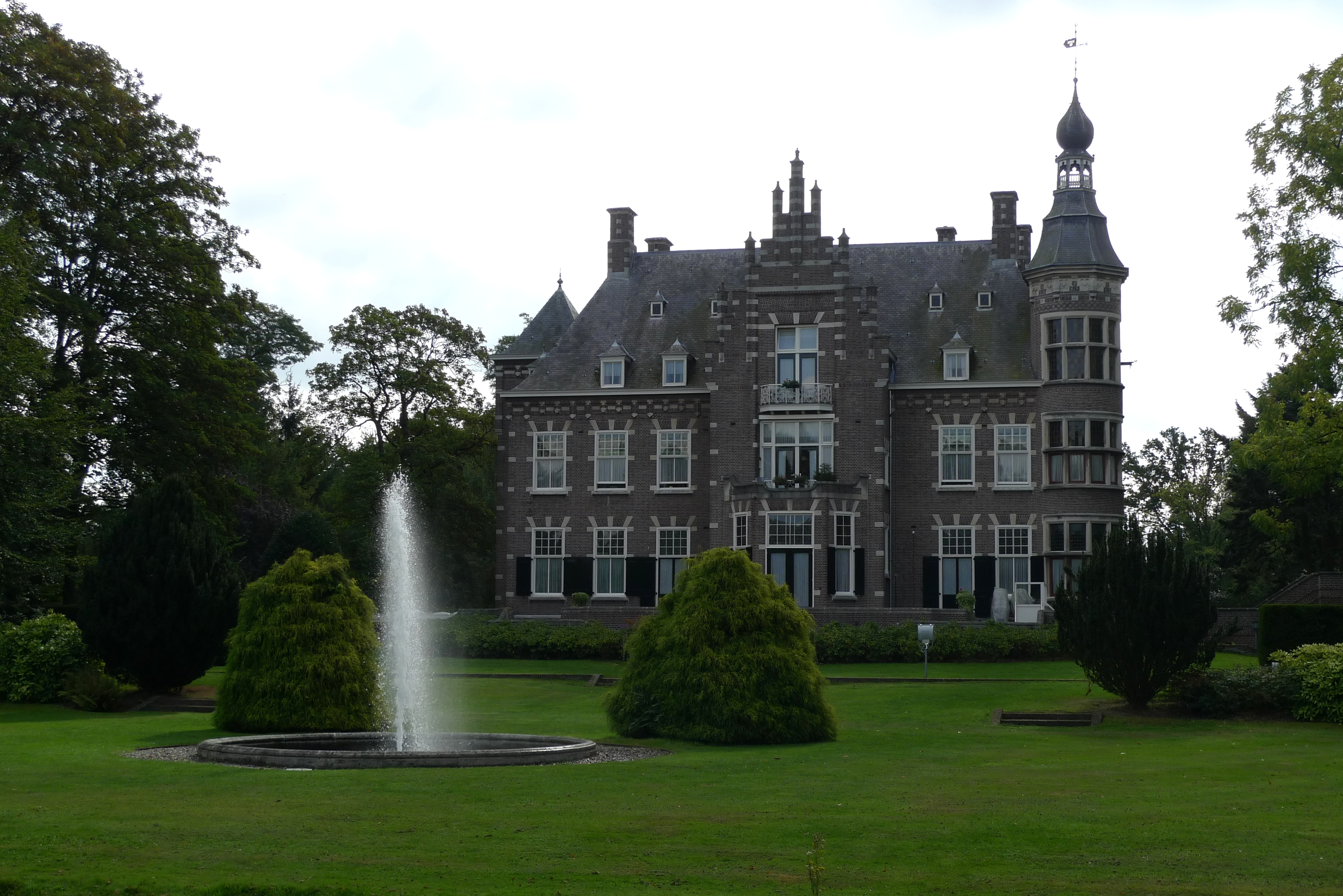
Villa De Burgh, gezien vanaf de Geldropseweg

De Burgh is een villa die gebouwd is op de plaats van een voormalig slot in het Eindhovense stadsdeel Stratum aan de Geldropseweg 170. Om deze villa ligt een park. Zowel de villa als de naastgelegen tuinmanswoning staat op de lijst van rijksmonumenten.
De eerste vermeldingen van dit slot stammen uit 1325. Het betrof een versterkte burcht die door een gracht omgeven was.
In 1904 werd deze burcht met bijbehorende hoeven gekocht door Norbertus Cornelius Maria Smits van Oyen, telg uit de patriciërsfamilie Smits van Oyen. Deze sloopte de burcht en liet er in 1912 een landhuis bouwen, ontworpen door Jos Cuypers. Leden van deze familie woonden hier tot 1936, waarna het pand een inrichting werd waar psychiatrische patiënten verzorgd werden door de Zusters van Barmhartigheid. Vanaf 1983 werd het een rusthuis voor de zusters van deze congregatie.
Op het terrein, tegenwoordig Glorieuxpark geheten naar Modestus Stephanus Glorieux, stichter van de congregatie, staat een beuk uit omstreeks 1830 met een omvang van zes meter.
De rond 1960 ten oosten van het terrein aangelegde woonwijk is naar de villa genoemd: het Burghplan.